# 雅克·吉泰
雅克·吉泰（法語：Jacques Guittet，1930年1月12日—2025年1月16日），法国男子击剑运动员。他曾获得1961年世界击剑锦标赛男子重剑个人冠军。他也获得了1964年夏季奥运会男子重剑团体铜牌。